# یواس‌اس سالامونی (ای‌او-۲۶)
یواس‌اس سالامونی (ای‌او-۲۶) (به انگلیسی: USS Salamonie (AO-26)) یک کشتی بود که طول آن ۵۵۳ فوت (۱۶۹ متر) بود. این کشتی در سال ۱۹۴۰ ساخته شد.